# Им, кого оставили отцы
«Им, кого оставили отцы» — художественный фильм, снятый в СССР на киностудии Грузия-фильм в 1989 году, и показанный в составе киноальманаха «Микстура без рецепта» в 1990 году. Сценарий к фильму был написан на основе одноимённого рассказа Джемала Топуридзе «Им, кого оставили отцы» Гией Нозадзе совместно с Зазой Урушадзе, выступившим в этом фильме также и в качестве режиссёра.
В этом короткометражном фильме, выстроенном в виде притчи или новеллы, авторы поднимают важные проблемы общества и современного института семьи, такие как развод, воспитание детей в неполных семьях и жизнь людей с физическими отклонениями. Используя различные жанры от драмы до детектива, режиссёр пытается показать зрителю переживания и внутренний мир своего героя — маленького мальчика–инвалида, растущего без отца. Фильм как раз и посвящается всем детям, воспитывающимся в неполных семьях.

## Сюжет
В фильме рассказана история одной обычной грузинской семьи. Муж с женой любили друг друга, у них родился сын, которого они назвали Гией. Но мальчик болен — он не может говорить. Постепенно между супругами охлаждаются отношения, и муж решает покинуть семью — он полюбил другую женщину.
После ухода отца, Гия, которому уже исполнилось 11 лет, ещё больше замыкается в себе. Его мать не замечает переживаний мальчика — она и сама переживает разлуку с мужем. Гия же не выдерживает гнетущего одиночества и решает увидеть своего отца, и возможно в его лице найти себе поддержку.
Мальчик отправляется в чужой дом, где теперь живёт его отец. Встреча отца и сына получается странной — отец слаб духом и не знает, что сказать своему сыну, мальчик же хочет многое сказать отцу, но не может. Гия испытывает очередное разочарование, но теперь его наполняет уверенность в себе — он чувствует себя морально сильнее отца. Вернувшись домой, мальчик начинает говорить — испытанное потрясение вылечивает его от врождённой болезни.

## В ролях
- Рамаз Кадария
- Нана Мамулашвили
- Картлос Марадишвили
- Лия Кобуладзе
- Тенгиз Папидзе
- Важа Вадачкория
- Дмитрий Шарвадзе
- Людмила Шепилова
- Гиви Лежава

## Съёмочная группа
- Авторы сценария и режиссёры:
  - Гия Нозадзе
  - Джемал Топуридзе
  - Заза Урушадзе
- Оператор: Игорь Амасийский
- Художник: Нодар Сулеменашвили
- Композитор: Зураб Надареишвили
- Монтаж: Лали Колхидашвили
- Звукорежиссёр: Дмитрий Гедеванишвили

## Технические данные
- Производство: «Грузия-фильм» и «Kartuli Filmi»
- Длительность: 46 мин.
- Художественный фильм, цветной (плёнка «Свема»)
- Звук: моно
- Оригинальный язык: грузинский
- Перевод: русский язык
- Случаи излечения от болезни с помощью шока от потрясения иногда описываются в художественной литературе, например Иван Ефремов в своём приключенческом романе «Лезвие бритвы» описывает такой случай успешного лечения человека от паралича.